# ムジー・イゼット
ムスタファ・ケマル "ムジー"・イゼット（Mustafa Kemal "Muzzy" Izzet, トルコ語: İzzet, 1974年10月31日 - ）は、イングランド・ロンドンマイル・エンド出身の元サッカー選手、元トルコ代表。現役時代のポジションはミッドフィールダー。幼少時にイングランドに移住したトルコ系キプロス人の父とイギリス人の母を持ち、弟のケマルもサッカー選手。

## クラブ経歴

### 初期
地元ロンドンを拠点とするウェストハム・ユナイテッドFCのファンであり、トニー・コティー (en) 、フランク・マカヴェニー (en) 、トレヴァー・ブルッキング (en) といった選手がアイドルだったイゼットは、多くのイングランド代表選手を輩出しているセンラブFCを経て、チャールトン・アスレティックFC、そしてチェルシーFCの下部組織に在籍する。チェルシーではトップチームに昇格するも、グレン・ホドル監督体制下での出場機会はリザーブチームにとどまっており、移籍を考えていたのをホドル監督に告げたところ、それから1週間後にフットボールリーグ・チャンピオンシップ (2部) のレスター・シティFCから期限付き移籍での獲得オファーが届いていると知らされ、1996年冬に同クラブへ期限付き移籍に出されることになった。

### レスター・シティ
レスター・シティでは、シェフィールド・ユナイテッドFC戦で移籍後初にしてプロ初出場を飾り、以来、定位置を確保すると、僅か2ヶ月半後にウェンブリー・スタジアムでのクリスタル・パレスFCとのプレーオフ決勝戦にも先発出場し、ニール・レノンと中盤でコンビを組んでプレミアリーグ (1部) 昇格に貢献、シーズン終了後には移籍金65万ポンドで完全移籍を果たした。プレミアリーグに昇格してからもオニール監督の下でレノンと中盤でコンビを組んでチームを支えており、昇格1季目ながらリーグ戦を上々の9位で終了すると共にフットボールリーグカップを獲得する一定の成功を収めると、以後の3季ではリーグカップで2度の決勝進出 (内1度の優勝) に加えてリーグ戦においては10位、10位、8位と安定した成績を残していた。しかし、1999-2000シーズン終了後にオニール監督が辞任し、後任のピーター・テイラー (en) 監督がチームの屋台骨というべき選手を複数人放出したことを契機にチームは下降線を辿って行き、特にテイラー監督体制下2季目の開幕戦において、昇格組のボルトン・ワンダラーズFC相手に0-5で大敗した。その後もチーム状況が上向かなかったことで、イゼットは同シーズン前に残留を誓っていたにもかかわらず、2001年秋に移籍要望書を提出しており、シーズン終了後には恩師オニール監督が率いるスコティッシュ・プレミアリーグ (スコットランド1部) のセルティックFCへの移籍を望み、また、ミドルズブラFCからはオファーが届いていた。しかし、クラブ側は移籍金600万ポンド以下での売却には応じず、最終的にイゼット自身も降格したチームから逃げたと思われたくなかったことでミドルズブラへの移籍を取りやめた。
2003年3月に移籍要望書を取り下げたように以降はレスター・シティでのプレーに集中し、2002-03シーズンを2位でのプレミアリーグ昇格達成に貢献した。2003-04シーズンはチームが低迷する中、2004年1月にアストン・ヴィラFCとブラックバーン・ローヴァーズFCからの移籍金50万ポンドをクラブに拒否されたものの、シーズン終了後に再び降格が決定すると、自身の賃金が多大な負担になるとの理由で2004年5月8日に退団が決定した。

### 後期
2004年6月3日に自由契約選手としてバーミンガム・シティFCと3年契約を締結する。9月25日のボルトン・ワンダラーズ戦で早速初得点を挙げて好調な出だしとなったが、度重なる膝の負傷に悩まされた結果、2006年6月27日に31歳で現役引退を表明した。
2009年11月28日、レスターシャー・シニアリーグのサーマストン・タウン (Thurmaston Town) で現役復帰をする。しかし、数日後に膝の状態が芳しくない為に毎週プレーする不安を吐露し、その後プレーすることはなかった。
現役引退後の2013年11月にレスター・シティ時代の同僚で元サッカー選手のスティーヴ・ウォルシュ (en) と共にサッカーアカデミーを立ち上げた。

## 代表経歴
イングランド代表、トルコ代表での出場資格があったイゼットは、「自分はマイル・エンドに生まれたし、トルコ語も話せない。それにトルコには親戚も居ない」と、イングランド代表でのプレーを夢見ており、クラブでの活躍からメディアも注目していたが、中盤の層の厚さからケヴィン・キーガン監督から招集の声が掛かることはなく、2000年6月15日にUEFA EURO 2000のスウェーデン戦においてトルコ代表として初出場を飾った。2002 FIFAワールドカップでは、準決勝ブラジル戦のみ、それも僅か16分の出場のみにとどまったものの、忘れられない経験だったと語った。

## 個人成績
出典:
| 所属クラブ           | シーズン         | リーグ               | リーグ | リーグ | カップ | カップ | リーグカップ | リーグカップ | 国際大会 | 国際大会 | 合計 | 合計 |
| 所属クラブ           | シーズン         | 所属リーグ           | 出場   | 得点   | 出場   | 得点   | 出場         | 得点         | 出場     | 得点     | 出場 | 得点 |
| -------------------- | ---------------- | -------------------- | ------ | ------ | ------ | ------ | ------------ | ------------ | -------- | -------- | ---- | ---- |
| チェルシー           | 1993-1994        | プレミアリーグ       | 0      | 0      | 0      | 0      | 0            | 0            | -        | -        | 0    | 0    |
| チェルシー           | 1994-1995        | プレミアリーグ       | 0      | 0      | 0      | 0      | 0            | 0            | -        | -        | 0    | 0    |
| チェルシー           | 1995-1996        | プレミアリーグ       | 0      | 0      | 0      | 0      | 0            | 0            | -        | -        | 0    | 0    |
| チェルシー           | 合計             | 合計                 | 0      | 0      | 0      | 0      | 0            | 0            | -        | -        | 0    | 0    |
| レスター・シティ     | 1995-96          | チャンピオンシップ   | 9      | 1      | 0      | 0      | -            | -            | -        | -        | 9    | 1    |
| レスター・シティ     | 1996-97          | プレミアリーグ       | 35     | 3      | 3      | 0      | 8            | 1            | -        | -        | 46   | 4    |
| レスター・シティ     | 1997-98          | プレミアリーグ       | 36     | 4      | 2      | 0      | 0            | 0            | 2        | 0        | 40   | 4    |
| レスター・シティ     | 1998-99          | プレミアリーグ       | 31     | 5      | 2      | 0      | 5            | 1            | -        | -        | 38   | 6    |
| レスター・シティ     | 1999-2000        | プレミアリーグ       | 32     | 8      | 2      | 1      | 6            | 1            | -        | -        | 40   | 10   |
| レスター・シティ     | 2000-01          | プレミアリーグ       | 27     | 7      | 3      | 3      | 1            | 0            | 2        | 1        | 33   | 11   |
| レスター・シティ     | 2001-02          | プレミアリーグ       | 31     | 4      | 2      | 0      | 2            | 0            | -        | -        | 35   | 4    |
| レスター・シティ     | 2002-03          | チャンピオンシップ   | 38     | 4      | 1      | 0      | 3            | 1            | -        | -        | 42   | 5    |
| レスター・シティ     | 2003-04          | プレミアリーグ       | 30     | 2      | 1      | 0      | 2            | 0            | -        | -        | 33   | 2    |
| レスター・シティ     | 合計             | 合計                 | 269    | 38     | 15     | 4      | 27           | 4            | 4        | 1        | 315  | 47   |
| バーミンガム・シティ | 2004-05          | プレミアリーグ       | 10     | 1      | 0      | 0      | 0            | 0            | -        | -        | 10   | 1    |
| バーミンガム・シティ | 2005-06          | プレミアリーグ       | 16     | 0      | 1      | 0      | 1            | 0            | -        | -        | 18   | 0    |
| バーミンガム・シティ | 合計             | 合計                 | 26     | 1      | 1      | 0      | 1            | 0            | 0        | 0        | 28   | 1    |
| サーマストン・タウン | 2009-10          | レスターシャーリーグ | 1      | 0      | 0      | 0      | -            | -            | -        | -        | 1    | 0    |
| サーマストン・タウン | 合計             | 合計                 | 1      | 0      | 0      | 0      | -            | -            | -        | -        | 27   | 1    |
| キャリア通算成績     | キャリア通算成績 | キャリア通算成績     | 296    | 39     | 16     | 4      | 28           | 4            | 4        | 1        | 344  | 48   |

その他の公式戦
- 1995-96シーズン
  - フットボールリーグ・プレーオフ 3試合0得点

## 代表歴

### 出場大会
- トルコ代表
  - 2002 FIFAワールドカップ

### 試合数
- 国際Aマッチ 9試合 0得点（2000年-2004年）[27]

| トルコ代表 | 国際Aマッチ | 国際Aマッチ |
| 年         | 出場        | 得点        |
| ---------- | ----------- | ----------- |
| 2000       | 4           | 0           |
| 2001       | 0           | 0           |
| 2002       | 4           | 0           |
| 2003       | 0           | 0           |
| 2004       | 1           | 0           |
| 通算       | 9           | 0           |

## 獲得タイトル
クラブ
レスター・シティ
- フットボールリーグカップ : 1996-97, 1999-2000

個人
- プレミアリーグ月間最優秀選手 : 1999年9月度[28]
- フットボールリーグ・チャンピオンシップ ベストイレブン : 2002-03